# کاتارینا شیختل
کاتارینا شیختل (انگلیسی: Katharina Schiechtl؛ زادهٔ ۲۷ فوریهٔ ۱۹۹۳) بازیکن فوتبال اهل اتریش است.
از باشگاه‌هایی که در آن بازی کرده‌است می‌توان به باشگاه ورزشی وردر برمن زنان اشاره کرد.
وی همچنین در تیم‌های ملی فوتبال Austria women's national under-19 football team و زنان اتریش بازی کرده‌است.